# エリザベス (ニュージャージー州)

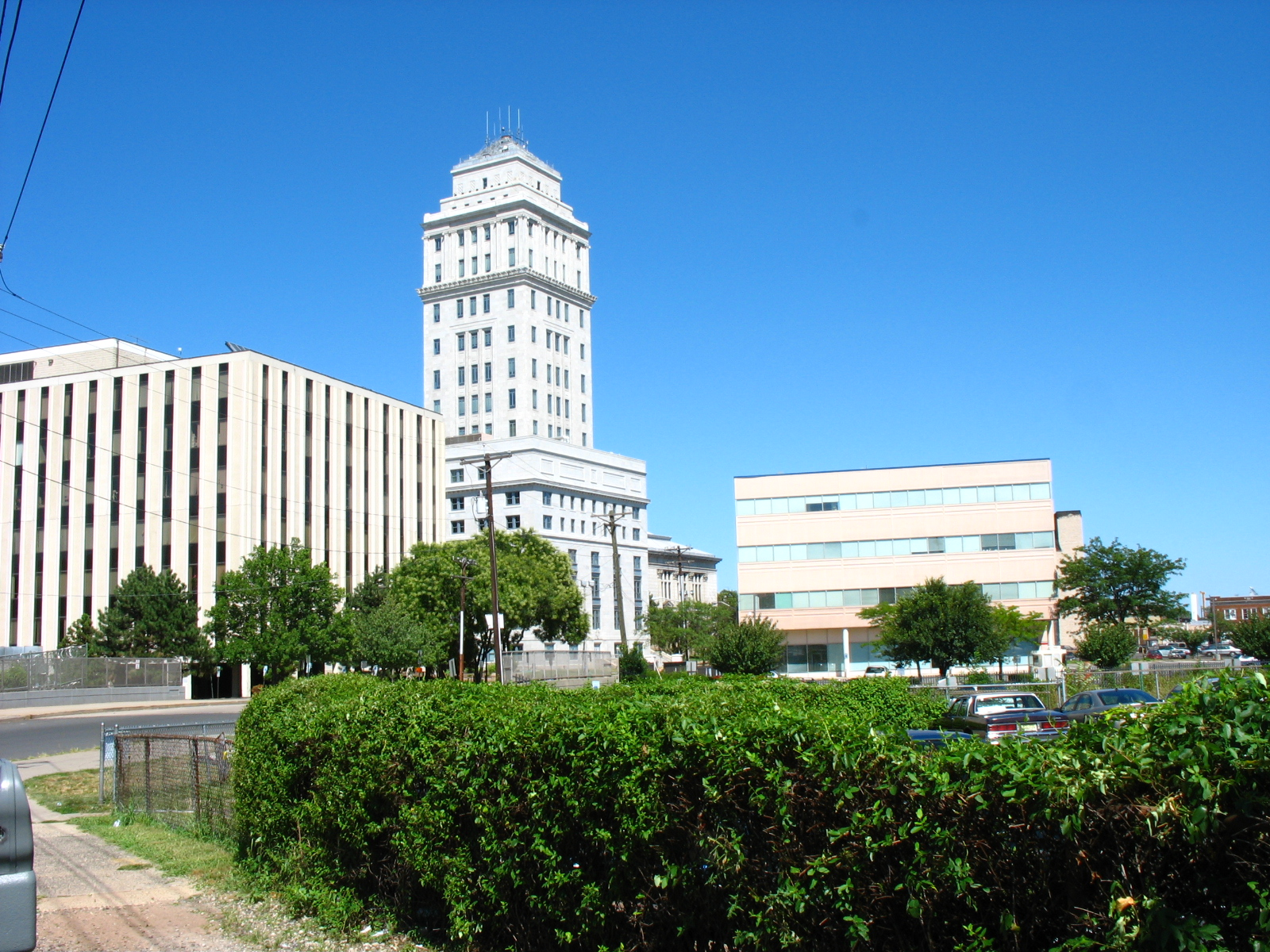
ユニオン郡庁舎

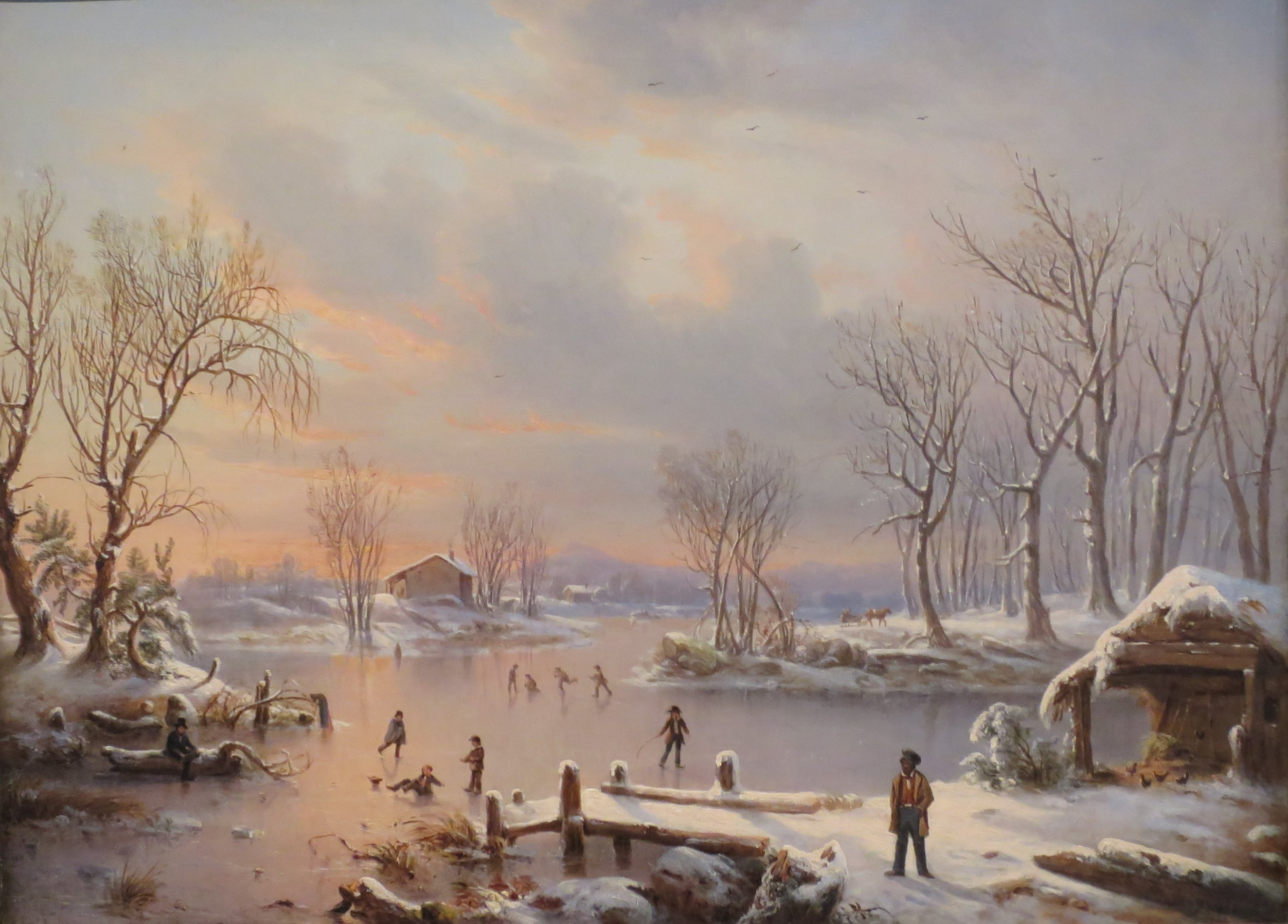
ニュージャージー州エリザベスタウン近くの光景、レジス・フランソア・ギグノーによる油絵、ホノルル美術館所蔵

エリザベス（英: Elizabeth）は、アメリカ合衆国ニュージャージー州東部、ユニオン郡にある都市。同郡の郡庁所在地。人口は13万7298人（2020年）。ニューアークの南に隣接し、ニューヨークのスタテンアイランドとはニューアーク湾を隔てて対岸、またマンハッタンからは南西へ約20kmに位置する。ニュージャージー州内ではニューアーク、ジャージーシティ、パターソンに続く第4の都市である。
2008年、エリザベス市は「ポピュラーサイエンス」誌によって「アメリカの環境に優しい都市50」にニュージャージー州の都市として唯一選出された。

## 歴史
エリザベスの町は1664年にイギリス人開拓者によって設立され、ジョージ・カートレット卿の妻に因んで名付けられた。多くの者が想像するようにイギリス女王エリザベス1世に因むものではない。当初はエリザベスタウンと呼ばれ、エリザベスタウン・トラクトの一部だった。ニュージャージーの新しい植民地に形成された初めての英語を話す社会となった。またニュージャージー植民地の初代首都でもあった。アメリカ独立戦争のとき、ニューヨーク植民地マンハッタンやスタテンアイランドを基地とするイギリス軍に常に脅かされていた。
1855年3月13日、ニュージャージー州議会の法律により、エリザベス市が創設された。これは1855年3月27日に行われた住民投票の結果に基づき、エリザベス・ボロウ（1740年設立）とエリザベス・タウンシップ（1693年設立）とを組み合わせて置き換わったものだった。1857年3月19日、新たに創設されたユニオン郡の一部となった。1861年3月4日、新たにリンデン・タウンシップを設けるためにエリザベス市の一部が取られた。
最初の主要産業としてシンガーミシン会社が設立され、2,000人もを雇用した。1895年、エレクトロバット（電気自動車）を製造するために電気客貨車会社が設立されたのが最初の自動車製造会社となり、間もなく別の電気自動車製造会社であるライカーと合併した。1897年、アメリカ海軍のためにエレクトリック・ボート社が潜水艦の製造を始め、USSホランドを浸水させたのが1番艦となった。1896年から1903年の間、エリザベスにあるルイス・ニクソンのクレッセント造船所でAクラスと呼ばれる先進的艦艇が開発された。エリザベス市は長年、姉妹都市であるニューアークと共に成長したが、中流階級を住まわせることでは成功し、1960年代の暴動は同じように味わった。

## 地理
エリザベス市は北緯40度39分44秒 西経74度12分33秒 / 北緯40.66222度 西経74.20917度に位置する。
市の南西はリンデン、西はローゼルとローゼルパーク、北西はユニオン・タウンシップとヒルサイド、北はニューアーク（エセックス郡）、東はニューアーク湾を隔ててバイヨンヌ（ハドソン郡）とニューヨーク州スタテンアイランドに接している。
アメリカ合衆国統計局に拠れば、市域全面積は13.7平方マイル (35.4 km2)、このうち陸地は12.2平方マイル (31.6 km2)、水面は1.4平方マイル (3.7 km2)で水域率は10.47％である。

## 事業と産業
第二次世界大戦以降のエリザベスは輸送設備が発展した。ニューアーク・エリザベス港マリーン・ターミナルは世界でも最大級に繁盛する港となり、エリザベス市内に一部が掛かるニューアーク・リバティー国際空港も同様だった。市内にはジャージーガーデンズ・アウトレットモール、ロウズ劇場やエリザベス・センターがあり、数百万ドルの収入をもたらした。

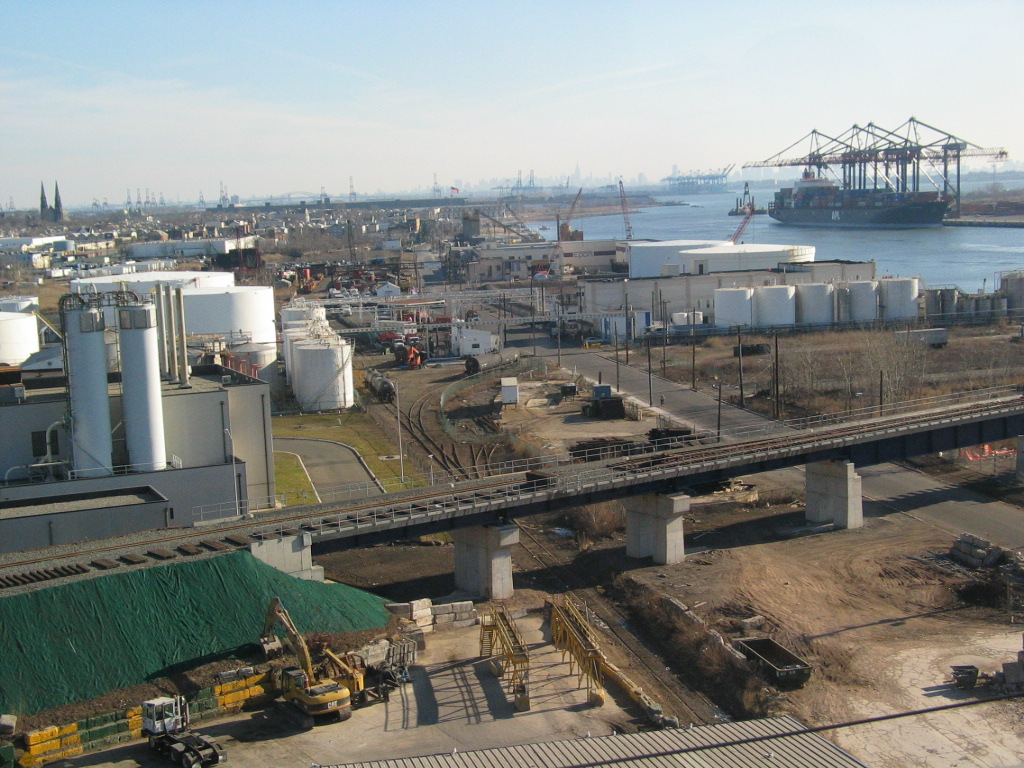
製造業の"バックヤード"、エリザベス市東部

エリザベス市にはリンデンと共にコノコフィリップスの精製施設であるベイウェイ・リファイナリーが造られ、ニューヨーク州やニュージャージー州に石油製品を供給し、1日に約23万バーレルを生産した。
市の一部は都市事業ゾーンに指定されてその中では消費税率が3.5％と州内の7％の半分に設定され、またその他事業に有利な制度が設けられた。このゾーンは州内でも最高の事業参入率を示し、約1,000の事業が入ってその恩恵を受けた。市の経済成長にとっては15億ドル以上の収入をもたらし、消費税額は5,000万ドル以上となって、警察、都市景観やその他のインフラ改良に再投資できた。
14棟のガラス・カーテンウォール高層建築物、事務所、小売店、ホテル、遊歩道など多くのアメニティ施設を含む多用途開発であるセラドンが、ニューアーク港湾に面するジャージーガーデンズ・アウトレットモールの東側に提案されている。渡し船、道路と駐車場のために2008年夏に整地が行われ、今後少なくとも12年間は建設が続く予定である。

## 人口動態
以下は2000年の国勢調査による人口統計データである。
| 基礎データ - 人口: 120,568人 - 世帯数: 40,482世帯 - 家族数: 28,170家族 - 人口密度: 3,809.5人/km2（9,865.5人/mi2） - 住居数: 42,838軒 - 住居密度: 1,353.5軒/km2（3,505.2/mi2） 人種別人口構成 - 白人: 49.78% - アフリカン・アメリカン: 19.98% - ネイティブ・アメリカン: 0.48% - アジア人:2.35% - 太平洋諸島系: 0.05% - その他の人種: 15.51% - 混血: 5.86% - ヒスパニック・ラテン系: 55.46% 年齢別人口構成 - 18歳未満: 23.6% - 18-24歳: 10.8% - 25-44歳: 33.7% - 45-64歳: 19.3% - 65歳以上: 10.0% - 年齢の中央値: 33歳 - 性比（女性100人あたり男性の人口） - 総人口: 98.0 - 18歳以上: 96.1 | 世帯と家族（対世帯数） - 18歳未満の子供がいる: 36.6% - 結婚・同居している夫婦: 42.9% - 未婚・離婚・死別女性が世帯主: 19.1% - 非家族世帯: 30.4% - 単身世帯: 24.6% - 65歳以上の老人1人暮らし: 8.4% - 平均構成人数 - 世帯: 2.91人 - 家族: 3.45人 収入と家計 - 収入の中央値 - 世帯: 35,175 米ドル - 家族: 44,263 米ドル - 性別 - 男性: 30,757米ドル - 女性: 23,931米ドル - 人口1人あたり収入: 15,114米ドル - 貧困線以下 - 対人口: 17.8% - 対家族数: 15.6% - 18歳未満: 22.2% - 65歳以上: 17.2% |

エリザベスの住人で外国生まれとして最も多いのはコロンビア出身の8,731人である。この数はメキシコと中央アメリカ出身者の合計8,214人を超えている。また第2位に来るキューバの5,812人と比べても遙かに大きな数である。スペイン語以外の国で最高、かつ第3位の国はポルトガルで4,544人となっている。その次はエルサルバドルの4,043人、ペルーの3,591人、ドミニカ共和国の3,492人と続いている。

## 地区
ミッドタウン（ブロード通りとモリス・アベニュー）は時としてアップタウンとも呼ばれ、主要商業地区である。歴史地区でもある。第一長老派教会やセントジョンズ聖公会教会およびそのセントジョンズ聖公会墓地がある。第一長老派教会は独立戦争のときに戦場となった。他にもアール・デコ調のハーシュ・タワーや、1926年以来運営されているリッツ劇場がある。
ベイウェイは市の南部にあり、リンデン市と境を接している。特徴ある外国料理レストラン、バーおよび店舗がベイウェイ・アベニュー沿いにあり、また様々な礼拝所もある。住居の様式は古く保守状態が良い。2人から4人の家族に手頃な多くの住宅があり、またアパート形式の住宅もある。アーサー・キルを超えてスタテンアイランドに架かるゲータルズ橋の西端がここにある。
エリザベスポート（エリザベス・アベニュー、別名ジ・アベ、第1通り、および港）は市内で最も古く、恐らく最も多様な地区であり、昔のエリザベス、新しいアメリカ、植民地様式の家屋やアパートの集合であり、アメリカ国道1号線と9号線の東に海岸まで伸びている。長年にわたってエリザベスの貧困地区だったが、最近5年間でかなりの改良が加えられてきた。多くの家屋が改装されるか新たにより華美な構造に新築されるかした。第1通りに沿って住宅を壊し、中低所得層向けの魅力あるアパート建築に置き換えられる住宅計画もある。エリザベス・マリーナは過去にその歩道にそってゴミくずで埋められていたが、改良が加えられ、晩春のヒスパニック祭から冬のクリスマスツリーのライトアップまで年間を通じて多くの行事がある。この地域の生活条件は年々改良が加えられている。歴史的にスラブ人の地域社会（セントピーター・アンド・ポール正教会周辺）や、リトアニア人（セントピーター・アンド・ポール正教会とローマカトリック教会周辺）とポーランド人（セントアダルバート教会周辺）のローマカトリック教会が今もこの地区にある。1888年に建てられ、当初アイルランド人のものだったセントパトリック教会がこのエリザベスポートを見下ろしている。
エルモラはエリザベス市西部の中流および労働者階級の地区である。多くのコロンビア人やユダヤ人が住んでおり、ユダヤ料理の飲食店が多く見られる。主要大通りであるエルモラ・アベニューにはベストのレストラン、店舗およびブティックがある。市内でも最も高級かつ高層の建築物（そこからはニューヨーク市のスカイラインを望むことができる）がこの地区の境界付近に点在しており、ミッドタウンにあるニュージャージー・トランジットの駅へのアクセスが良好である。コロンビアの店舗やレストランが多くあるモリス・アベニューもある。エルモラの北西部はエルモラヒルズとも呼ばれることのある中上流層の地区である。この地区にはユダヤ人が多い。
フロッグホローはアーサー・キルの西、エリザベス・アベニューの南にある小さな住宅地区である。この地区には古い様式の手頃な住宅、賃貸住宅があり、労働者階級社会には質の良いレストランがある。エリザベス・アベニューにあるマック元市長の銅像が地区の目印になっている。また退役軍人記念ウォーターフロント公園も近くにある。1800年代遅くから第二次世界大戦にかけてアイルランド人の多い地区であり、エリザベスポートにあるセントパトリック教会はエリザベス市最大の教会で、1800年代遅くにアイルランド人によって建てられ、今日でも美しい状態を保っている。

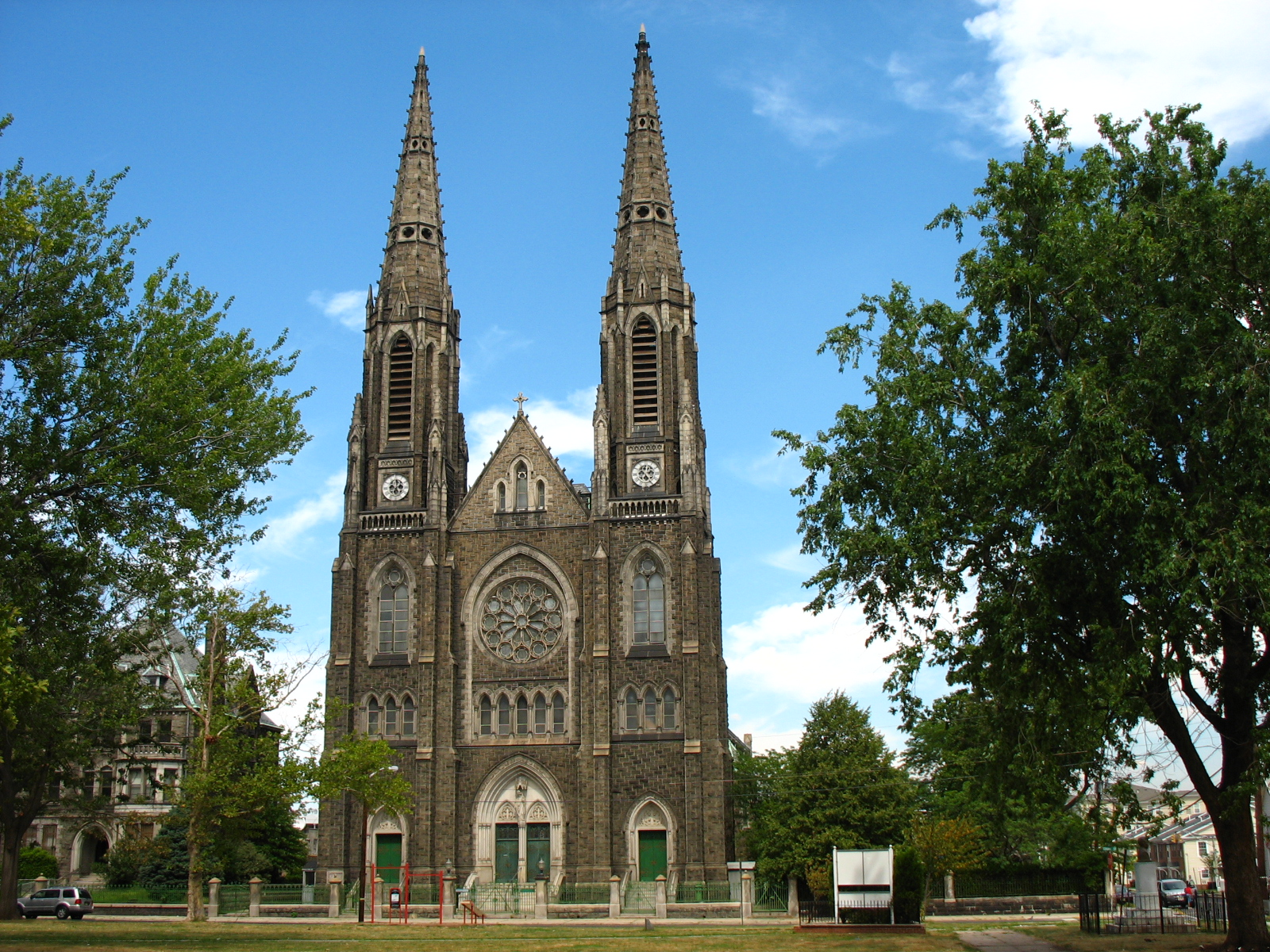
エリザベスポートにあるセントパトリック教会

キーリーヘッドはミッドタウン近くにあり、1人または2人住まいの家族に手頃な住宅とアパートがある。この地区からはミッドタウンの商業地区や交通機関へのアクセスが良好である。
ノースエリザベスは「ノースエンド」とも呼ばれ、多くのポルトガル人など多様な労働者階級の住宅地区である。ここのニュージャージー・トランシット列車の駅、アメリカ国道1号線と9号線およびニュージャージー・ターンパイクを通じてニューヨークやニューアークへの交通が至便である。この地区にはクレーン広場、歴史あるニュージェント・タバンおよびケロッグ公園があり、ニューアーク空港が近くて使いやすい。元インターベイク・フーズの施設であった所をショッピングと住宅街および集合住宅に転換する開発計画が進展している。過去10年間に再建されてきた大型の1人または2人住まいの家族住宅が多くある。ノース・アベニュー周辺には質の良いアパートや集合住宅があり、ニューヨークや地域で働く専門家の住まいとなっている。
ピーターズタウン（ザー・バーグとも呼ばれる）は市の南東部にある中流と労働者階級の地区である。産業と民族の面で非常に多様化している。かつては新しく移民してきたイタリア人とその子孫が支配的だったが、現在はその比率が減っている。清潔で閑静な通りがあり、「ビレッジ」感覚の手頃な住宅が多くある。歴史あるユニオン広場があり、食肉、鮮魚および鶏肉を売るスタンドが並ぶ。またアメリカでも最も悪名高いマフィア・ファミリーの一つ、デカヴァルカンテ一家の本拠でもある。
ザ・ポイントはニューポイント道路を中心にしており、ミッドタウンに近い地区である。ここには多くの手頃な2人家族用住宅、アパートがあり、現在改装が進んでいる。
ウェストミンスターは市内でも最大級の住宅地区であり、チューダー調、ビクトリア調、牧場家屋調、植民地調の家屋がある。この地区はヒルサイドと境を接し、多くの特徴ある地所がある。また市内では最良のシステムと考えられている新しい公立学校もある。エリザベス川はウェストミンスター地区において、豊かな緑地帯やリダティーホールに近いノースアベニューにある丘のそばを流れる。住人はこの地区をリクレーションのために使っており、新しく造られたフィル・リズット公園地域で過ごしたり、川の側でバードウォッチングや日光浴を楽しんだりしている。ウェストミンスターはエリザベスで最も豊かで歴史のある地区のひとつである。

## 政府

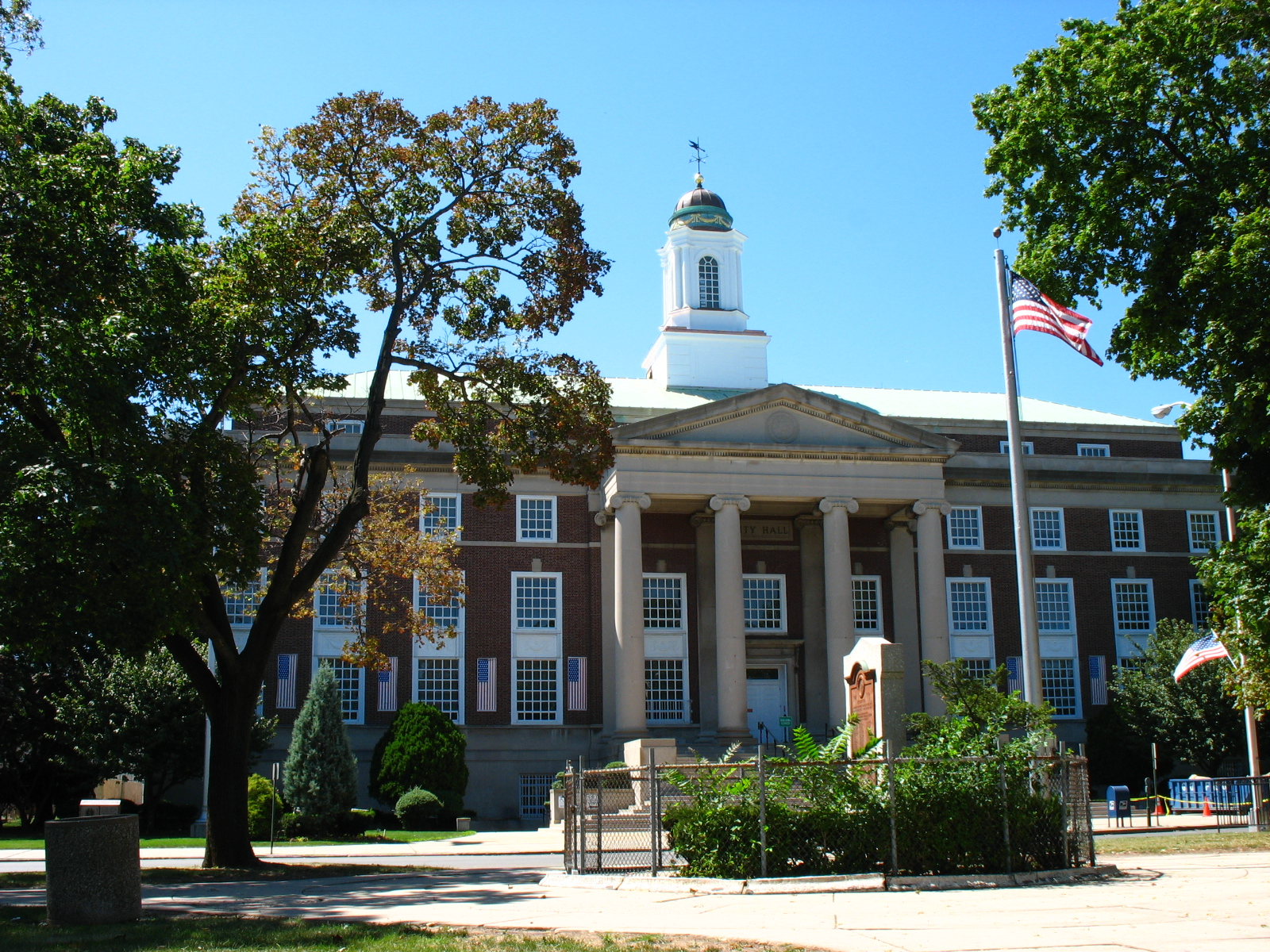
エリザベス市役所

### 市政
エリザベス市はフォークナー法に従った市長・市政委員会方式を採っている。
市政は市長と市政委員会が行っている。現在の市長J・クリスチャン・ボールウェージは生まれてからのエリザベス市住人であり、現在は市長の4期目である。市政委員会は9人の委員で構成されている。3人の委員は全市から選ばれ、6人の委員は市内の6つの区から選ばれている。

### 連邦、州および郡の政治
連邦下院議員について、エリザベス市は第10および第13選挙区に分かれており、州議会議員については第20選挙区の一部となっている。
ユニオン郡は9人の委員からなるフリーホルダー委員会で統治されており、委員会は月1度のペースで開催されている。郡の住民は関心のある事項について報告やコメントを得ることができる。

## 救急体制
エリザベス市の救急医療はエリザベス警察署救急体制局が取り扱っている。これは警察署の文民局であり、1年に約4万件のコールを扱っている。

## 教育
市内の公立学校はエリザベス公立学区が管轄しており、幼稚園生から12年生までを担当している。州内に31あるアボット地区の1つである。エリザベス高校は州内最大の高校であり、アメリカ合衆国内でも最大級である。「ニュージャージー・マンスリー」誌によれば、この高校は316校中302位にランクされ、ユニオン郡の中では最下位である。

### 私立学校
エリザベスには幾つかの私立学校がある。セントメアリー・オブ・ジ・アサンプション高校、セントパトリック高校、セントジェネビーブ学校、およびジューイッシュ教育センターがある。

## 交通

### 道路
エリザベスは、ニュージャージー・ターンパイクすなわち州間高速道路95号線、州間高速道路78号線、国道1号線と国道9号線（エリザベス市内では合流している）、ニュージャージー州道22号線、同27号線、同28号線、同82号線および同439号線など主要な道路の中継点である。エリザベス市の道路配列は、一般的な格子配列とは異なり、鉄道中央駅を中心にする円周と半径方向に配列した放射状配列である。

### 公共交通機関
エリザベスはアメリカ合衆国の中では公共交通機関の利用者数が多い都市である。
ニュージャージー・トランジットの北東回廊線と北ジャージー海岸線には2つの駅がある。エリザベス駅はブロード通りエリザベス駅あるいはミッドタウン駅とも呼ばれ、ミッドタウン南方の駅である。もう一つの駅はノースエリザベス駅である。
ニュージャージー・トランジットはニューアークとエリザベスを結ぶ「ユニオン郡ライトレール」を計画している。この線はミッドタウン駅とニューアーク・リバティ国際空港とを繋ぎ、市内には7つあるいは8つの駅を設けることになる。この線をさらにプレインフィールドまで延伸することで、エリザベス市とラリタン・バレー線とを繋ぐことができる。
またコロンビアの航空会社アビアンカ航空がジョン・F・ケネディ空港からアビアンカ便を利用する乗客のためにユニオン市やエリザベス市とを繋ぐバスを運行している。

## メディア
AMラジオ局 WJDM (1530 kHz) がエリザベス市から免許を得て放送を行っている。
News 12 New Jerseyは市内で視聴率の高い天気予報とニュースのテレビ局である。
2008年、エリザベス市は「ポピュラーサイエンス」誌によって「アメリカの環境に優しい都市50」の一つに選ばれ、ニュージャージー州では唯一となった。順位は45位であり、カリフォルニア州フリーモントとミシガン州リボニアの間である。

### 公共チャンネル
エリザベス市民はいつでも公共チャンネルに合わせることで、市の予算委員会、議会中継、重要な健康管理情報など公的情報を見ることができる。このサービスはケーブルビジョンのローカル・プログラミングによって提供されている。チャンネルは18である。またこのチャンネルではトップ10に入るテレビ番組、教育実績、今日の名言、ガソリン価格統計、町を安全で清潔にしておくコツなども流している。

## 著名な住人と出身者
- ジュディ・ブルーム（1938年-）、著作家[17]
- エリアス・ブーディノット（1740年-1821年）、連合会議議長とアメリカ合衆国下院初期の議員[18]
- ロバート・ニーツェル・バック（1914年-2007年）、1930年に大陸横断飛行速度の若年記録を破った。アメリカ合衆国から免許の下りた中では最年少のパイロット[19]
- ウィリアム・バーネット（1730年-1791年）、1780年と1781年にニュージャージー邦からの大陸会議代議員となった医者[20]
- アーサー・レオポルド・ブッシュ （1866年-1956年）、潜水艦の開発者、1900年4月11日にアメリカ海軍に承認された第1号艇USS Holland SS-1の建造者。 1895年から1956年までエリザベス在住。アメリカで最初の潜水艦はブッシュの指導でホランド・魚雷艇会社とエレクトリック・ボート会社のためにエリザベスで建造された。防衛産業のジェネラル・ダイナミクス社はエリザベスを発祥の地としている。
- ニコラス・マレー・バトラー（1862年-1947年）、ノーベル平和賞受章者、カーネギー国際平和基金理事長、エリザベス生まれ[21]
- ジョン・カトリン（1803年-1874年）、ウィスコンシン準州知事代行[22]
- エイブラハム・クラーク（1725年-1794年）、大陸会議代表、アメリカ独立宣言署名者、エリザベスで生まれ育った[23]
- エイモス・クラーク・ジュニア （1828年-1912年）、ニュージャージー州選出アメリカ合衆国下院議員、実業家[24]
- マイケル・チャートフ（1953年-）、アメリカ合衆国国土安全保障長官、エリザベスで生まれ育った[25][26]
- トム・コリチオ（1962年-）、レストラン経営者、シェフ、リアリティーテレビ番組Top Chefの審査員[27]
- ジョセフ・ハルゼー・クレーン（1782年-1851年）、オハイオ州選出アメリカ合衆国下院議員[28]
- エリアス・デイトン（1737年-1807年）、大陸会議代表、1796年から1805年までエリザベス市長、ジョナサン・デイトンの父[29]
- ジョナサン・デイトン（1760年-1824年）、アメリカ合衆国憲法署名者、アメリカ合衆国下院議長、エリザベス生まれ[30]（オハイオ州デイトンは彼に因む命名）
- デカヴァルカンテ一家、アメリカ合衆国でも最大級のマフィア・ファミリー、エリザベスを本拠地にした
- ジョン・デ・ハート（1727年-1795年）、大陸会議代表、 エリザベスで生まれ生活した[31]
- チャールズ・N・ファウラー（1852年-1932年）、1895年から1911年までニュージャージー州選出アメリカ合衆国下院議員[32]
- ウィリアム・ハルゼー・ジュニア（1882年-1959年）、通称"ブル"・ハルゼー、第二次世界大戦の伝説的5つ星海軍元帥、エリザベス生まれ、「我々が進む前では、日本語は地獄でのみ話されることになる」[33]
- アレクサンダー・ハミルトン（1755年-1804年）、青年時アメリカに初めて到着して以来エリザベスに住んだ[34]
- フィニアス・ジョーンズ（1819年-1884年）、1881年から1883年までニュージャージー州選出アメリカ合衆国下院議員[35]
- ジョン・キーン（1852年-1914年）、1899年から1911年までニュージャージー州選出アメリカ合衆国上院議員、1883年から1885年と1887年から1889年までニュージャージー州選出アメリカ合衆国下院議員[36]
- ダニエル・ヒュー・ケリー（1952年-）、舞台、映画およびテレビの俳優、エリザベスで生まれ育った
- ダニエル・C・クルツァー（1949年-）、1997年から2001年まで在エジプトアメリカ合衆国大使、2001年から2005年まで在イスラエルアメリカ合衆国大使、現在プリンストン大学のウッドロウ・ウィルソン公共国際問題学校で中東政策研究を主査している、エリザベスで生まれ育った
- ウィリアム・リビングストン（1723年-1790年）、アメリカ独立宣言署名者、エリザベスに居住し、リバティ・ホールを建設した[30]
- ジェイムズ・P・ミッチェル（1900年-1964年）、1953年から1961年までアメリカ合衆国労働長官、 ニュージャージー州知事選に出馬したが落選した[37]
- トーマス・ミッチェル（1892年-1962年）、アカデミー賞とトニー賞を受章した俳優、エリザベス生まれ
- ハンク・モブレー（1930年-1966年）、ハード・バップ・ジャズのサックス奏者[38]
- エリザベス・ペーニャ（1961年-）、女優、エリザベス生まれ
- ロレンツォ・ダ・ポンテ（1749年-1838年）、イタリア生まれの台本作者、詩人、エリザベス居住[39]
- フランクリン・レナード・ポープ（1840年-1885年）、電信技手、発明家、青年時代にエリザベスに居住し、トーマス・エディソンと親交があった[40]
- デブラリー・スコット（1953年-2005年）、女優、Mary Hartman, Mary Hartmanに出演[41]
- ミッキー・スピレイン（1918年-2006年）、著作家、エリザベスで育った[42]
- エドワード・ストラッテメイヤー（1862年-1930年）、著作家、ハーディ・ボーイズ、ボブシー・ツインズおよび少女探偵ナンシーの創作者、エリザベスで生まれ育った[43]
- ウィリアム・スルザー（1863年-1941年）、ニューヨーク州選出アメリカ合衆国下院議員、同州知事のときに弾劾された、エリザベス生まれ[44]
- ディック・ボスバー（1920年-2007年）、喜劇作者、作詞家、主にイギリスで活動、エリザベス生まれ[45]
- エドワード・ユール（1918年-2010年）、陸軍の軍人、バズーカの開発者[46]
- バーニー・ワーゲンブラスト（1956年-）、アナウンサー、ジャーナリスト、エリザベス生まれ[47]
- ジョー・ワイル（1958年-）、著作家、ニュージャージー州詩壇の活動的メンバー、エリザベスで生まれ育った[48]

### スポーツ界
- トッド・ボウルズ（1963年-）、元NFL選手、 ワシントン・レッドスキンズとサンフランシスコ・フォーティナイナーズのデフェンシブバック、現在はダラス・カウボーイズの守備コーチ[49]
- ハビー・ブラウン（1933年-）、元バスケットボール・コーチ、現在はテレビ解説者、エリザベスで育った[50]
- ロドニー・カーター（1964年-）、元NFL選手、ピッツバーグ・スティーラーズのラニングバック、サードダウン・レシーバー[51]
- アル・カターノ（1972年-）、元NFL選手、ニューイングランド・ペイトリオッツとワシントン・レッドスキンズでラインバッカー[52]
- フレディ・'レッド'・コクラン（1915年-1993年）、プロボクサー、ウェルター級世界チャンピオン（1941年）[53]
- ロン・フリーマン（1947年-）、1968年メキシコオリンピックの陸上競技1600mリレーで金メダリスト、エリザベスで育ちトーマス・ジェファーソン高校に通った[54]
- クリス・ガトリング、NBA選手、ゴールデンステート・ウォリアーズ、マイアミ・ヒート、ダラス・マーベリックス、ニュージャージー・ネッツ、ミルウォーキー・バックス、オーランド・マジック、デンバー・ナゲッツおよびクリーブランド・キャバリアーズでプレイ
- ホレス・ジェンキンス（1974年-）、元NBA選手、デトロイト・ピストンズ、エリザベス高校で学んだ[55]
- アサド・アブドル・カリク、2000年から2003年のミネソタ・ゴールデンゴーファーズでクォーターバック
- ドン・ニューカム（1926年-）、MLB投手、ブルックリン・ドジャース（ロサンゼルス・ドジャース）でその選手生活の大半を送った[56]
- ロン・リバーズ（1971年-）、元NFL選手、6シーズンでラニングバックを務めた
- ジョナル・セントディック（1985年-）、NFL選手、カンザスシティ・チーフス.[57]
- ジャマー・シップマン（1985年-）、別名ジェイ・リースル、プロレスラー、Total Nonstop Action Wrestling、エリザベス生まれ
- クレイグ・テイラー（1966年-）、元NFL選手、6シーズンシンシナティ・ベンガルズでラニングバックを務めた[58]
- エドワード・パトリック・ミッキー・ウォーカー（1903年-1981年）、プロボクサー、ウェルター級とミドル級のタイトルを獲得、エリザベスで生まれ育った。スポーツ・イラストレイテッド誌のニュージャージー州のスポーツ人50傑では10位[59]

## 姉妹都市
- イタリア、リベーラ
- 北海道、北見市